# Eparchia Satna
Eparchia Satna – eparchia Kościoła katolickiego obrządku syromalabarskiego w Indiach. Została utworzona w 1968 jako egzarchat apostolski. Podniesiona do rangi eparchii w 1977.

## Ordynariusze
- Abraham Mattam (1968–1999)
- Matthew Vaniakizhakel CV (1999–2014)
- Joseph Kodakallil (od 2015)